# Osornophryne simpsoni
Espèce
Osornophryne simpsoni est une espèce d'amphibiens de la famille des Bufonidae.

## Répartition

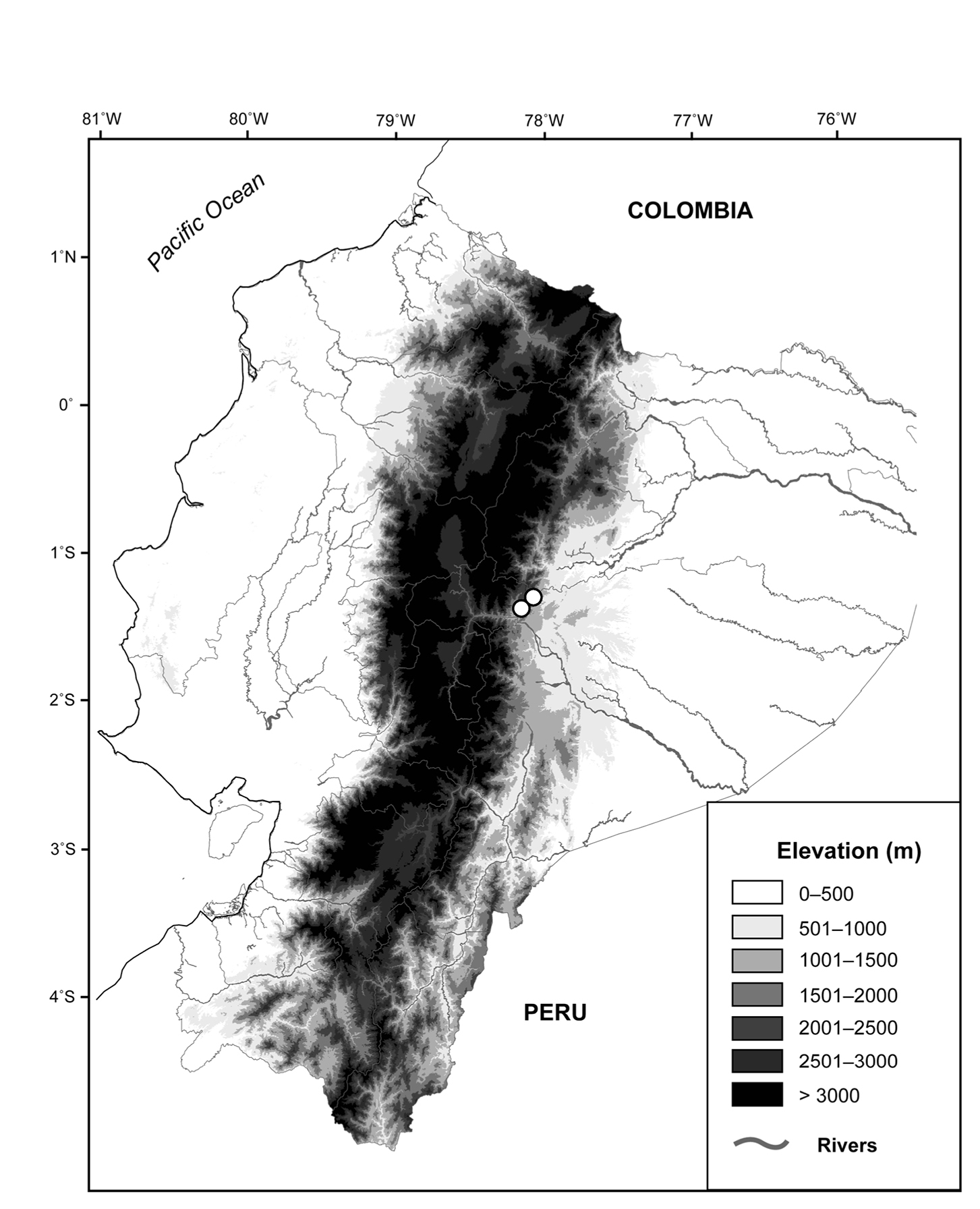
Distribution en Équateur

Cette espèce est endémique d'Équateur. 
Elle se rencontre dans les environs du parc national Llanganates vers 2 250 m d'altitude sur le versant Est de la cordillère Orientale :
- dans l'ouest de la province de Pastaza dans la réserve Ankaku ;
- dans l'est de la province de Tungurahua dans la réserve du río Zuñac.

## Description
Les mâles mesurent de 17,6 à 26,1 mm et la femelle 33,0 mm.

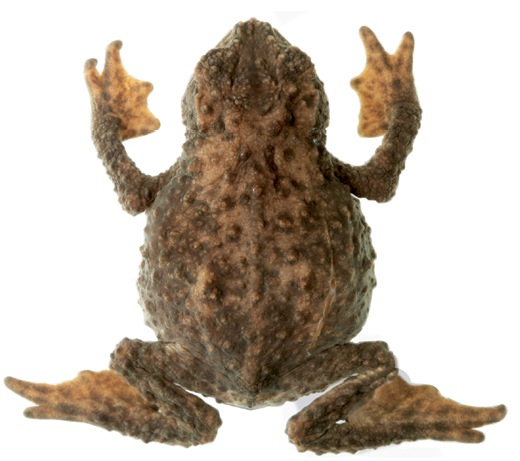
Osornophryne simpsoni ♀

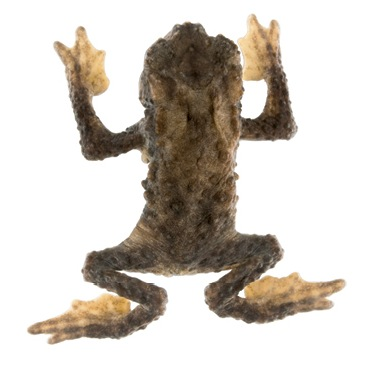
Osornophryne simpsoni ♂

Le dos, la tête et les membres sont brun foncé à brun clair avec des zones plus lumineuses. Les flancs sont orange et jaune, la gorge jaune crème avec de petites marques foncées et le ventre est orange-brun.

## Étymologie
Cette espèce est nommée en l'honneur de Nigel Simpson pour son action en faveur de la protection des forêts de nuages en Équateur.

## Publication originale
- Páez-Moscoso, Guayasamin & Yánez-Muñoz, 2011 : A new species of Andean toad (Bufonidae, Osornophryne) discovered using molecular and morphological data, with a taxonomic key for the genus. ZooKeys, no 108, p. 73-97 (texte intégral).